# Кромино (Дмитровский городской округ)
Кромино — деревня в Дмитровском районе Московской области, в составе городского поселения Дмитров. Население — 40 чел. (2010). До 2006 года Кромино входило в состав Ильинского сельского округа.

## Расположение
Деревня расположена в центральной части района, примерно в 6 км южнее Дмитрова, у восточного берега канала им. Москвы, высота центра над уровнем моря 171 м. Ближайшие населённые пункты — Афанасово в 300 м на восток и Яхрома в 1 км на север.

## Население
| 2002 | 2006 | 2010 |
| ---- | ---- | ---- |
| 52   | ↘36  | ↗40  |